# Scudo australiano

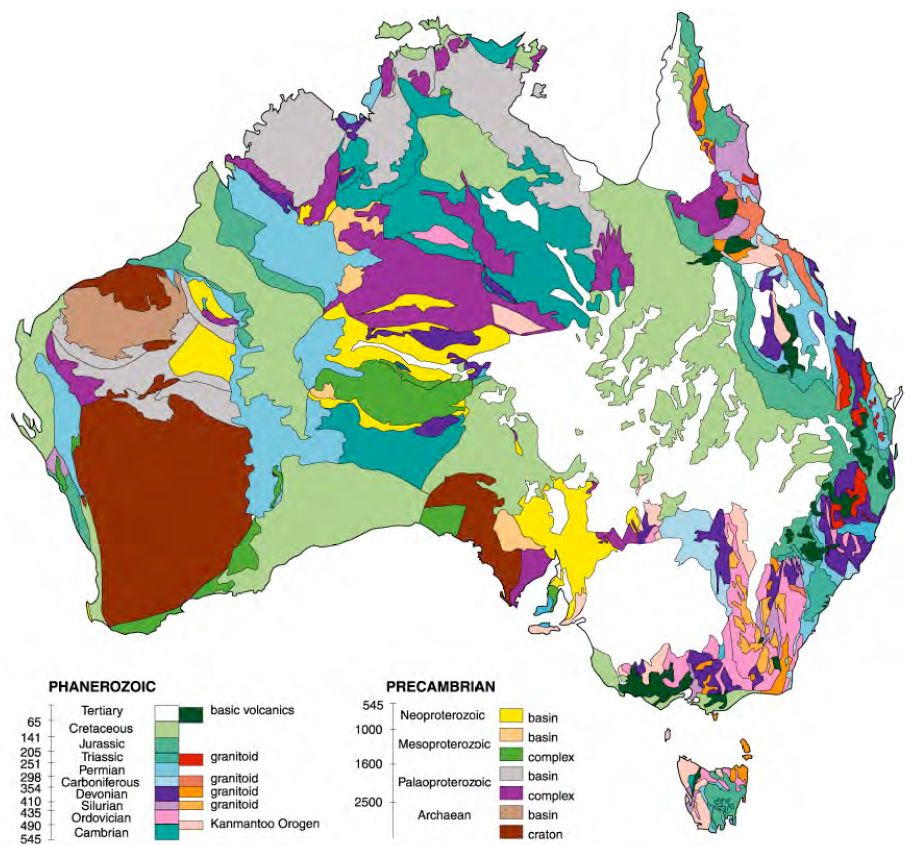
Regioni geologiche dell'Australia per era.

Lo scudo australiano, chiamato anche "scudo dell'Australia Occidentale" e incluso nel Western Plateau, occupa più della metà del continente australiano. Viene definito scudo geologico in quanto costituito da antiche rocce fuse che si sono raffreddate e successivamente solidificate.
Lo scudo australiano ha uno spessore che è tipicamente di circa 4.5 km e un'età stimata tra 2,8 e 3,5 miliardi di anni. In alcune zone, rocce sedimentarie più recenti ricoprono la superficie precambriana dello scudo.

## Estensione
Lo scudo occupa la porzione dell'Australia a ovest di una linea che corre in senso nord-sud a partire dalla Terra di Arnhem nel golfo di Carpentaria fino alla penisola di Eyre nello stato dell'Australia Meridionale, e costeggiando la parte occidentale del deserto di Simpson. L'altopiano ha un'elevazione media compresa tra 305 e 460 m.
Lo scudo è fratturato in una serie di blocchi geologicamente distinti, tra cui anche due cratoni, il cratone Pilbara a nord e il cratone Yilgarn a sudovest. Questi due cratoni rappresentano la parte più antica dello scudo; sono entrambi datati a 2,3 miliardi di anni fa. Alcuni di questi blocchi si sono sollevati per formare degli altopiani, mentre altri si sono abbassati formando depressioni e bacini. 
Le depressioni includono il Gran Deserto Sabbioso, il deserto di Gibson, il Gran Deserto Victoria e la Nullarbor Plain, situati rispettivamente nelle aree nordoccidentale, centrale, meridionale sudorientale dello scudo. La Nullarbor Plain (la spianata "senza alberi" come dice il suo nome in lingua latina) è un'elevazione calcarea arida e praticamente disabitata. Tra la parte occidentale dell scudo australiano e la Grande Catena Divisoria si trova la regione del Grande Bacino Artesiano.
Le elevazioni includono, in Australia Occidentale, la catene montuose di Hamersley Range e King Leopold Ranges nelle aree costiere occidentali e nordoccidentali, e la Darling Range all'interno di Perth, nel sudovest. La MacDonnell Ranges si trova nella parte meridionale del Territorio del Nord, mentre le Stuart Range e Musgrave Ranges sono situate nella parte settentrionale dello stato dell'Australia Meridionale.
Nel corso del tempo l'erosione ha dato luogo in molte parti dello scudo a particolari formazioni rocciose isolate chiamate mesa o butte, in particolare nei distretti di Kimberley e Pilbara nell'Australia Occidentale e nella Terra di Arnhem nel Territorio del Nord.